# Battaglia di Palmito Ranch
La battaglia di Palmito Ranch, nota anche come battaglia di Palmito Hill o battaglia di Palmeto Ranch, ebbe luogo il 12 e 13 maggio 1865 presso Brownsville, in Texas, durante la guerra di secessione americana. Essa vide lo scontro tra le forze dell'Unione, comandate da David Branson, e di quelle confederate, guidate da John "Rip" Ford; è considerata una vittoria dei Confederati. Fu l'ultimo importante scontro armato della guerra civile americana.
La battaglia ebbe luogo sulle sponde del Rio Grande, circa a dodici miglia a est di Brownsville (Texas). Offuscata dalla resa di Robert E. Lee e della sua Armata della Virginia Settentrionale, avvenuta il 9 aprile, lo scontro di Palmito Ranch fu pressoché ignorato.

## Antefatti
Ai primi del 1865, entrambi i contendenti nel sud del Texas concordarono su un gentlemen's agreement che non ci fosse più motivo per condurre ulteriori ostilità. Dopo il 28 luglio 1864, gran parte dei 6 500 soldati dell'Unione si ritirò dalla bassa Valle del Rio Grande, inclusa Brownsville, che avevano occupato il 2 novembre del 1863, per altre campagne belliche. I Confederati miravano per conto loro a proteggere i loro rimanenti porti per consentire la vendita di cotone all'Europa, oltre che per l'importazione di rifornimenti. I Messicani tendevano a sostenere i Confederati a causa dei lucrosi traffici di contrabbando che essi consentivano loro.
Il Magg. Gen. Lew Wallace propose una fine negoziata delle ostilità in Texas tra le sue forze e quelle del Brig. Gen. James E. Slaughter, e s'incontrò col sottoposto di Slaughter, il col. John Salmon Ford a Port Isabel nel marzo del 1865. Nonostante Slaughter e Ford concordassero sul fatto che ulteriori combattimenti sarebbero stati tragicamente inutili, i negoziati fallirono per volere del generale confederato John G. Walker, in un pungente scambio di lettere che egli ebbe con Wallace. Ciò malgrado, entrambe le parti sembravano voler onorare un tacito accordo di non avanzare dalle proprie posizioni contro l'avversario senza che ne fosse data notizia scritta preventiva.
Una brigata di 1 900 soldati unionisti, comandata dal col. Robert B. Jones del 34º Fanteria Veterani Volontari dell'Indiana, fu acquartierata nell'isola di Brazos Santiago, alla foce del Rio Grande. Il 34° Indiana, forte di 400 elementi, era un reggimento di fanteria reso esperto dalle azioni condotte, tra cui la Campagna di Vicksburg, ed era stato riorganizzato nel dicembre del 1863 come reggimento di "Veterani", inglobando truppe veterane di numerosi reggimenti, i termini d'arruolamento dei cui uomini erano spirati. Esso si dispiegò a Brazos Santiago il 22 dicembre 1864, rimpiazzando il 91º Reggimento di Fanteria Volontari dell'Illinois, che tornò a New Orleans. La brigata inglobò anche l'87º e il 62º Reggimento di Fanteria di colore degli Stati Uniti ("Truppe di colore degli Stati Uniti", o U.S.C.T.), con una forza così combinata di circa 1 100 uomini. Poco dopo che Walker ebbe respinto la proposta di armistizio, Jones si dimise dalle sue funzioni per tornare nell'Indiana, venendo sostituito al comando del 34° Indiana da uno dei suoi tenenti colonnelli, Robert G. Morrison, e, a Brazos Santiago, dal col. Theodore H. Barrett, comandante del 62° U.S.C.T.
Il trentenne Barrett era ufficiale fin dal 1862, ma non aveva alcuna esperienza di combattimento. Temperamento entusiasta, era stato volontario per prendere il comando di uno dei neo-inquadrati reggimenti "di colore" nel 1863 ed era stato nominato colonnello del 1º Fanteria di colore del Missouri, che nel marzo 1864 era entrato a far parte dei ranghi federali in Louisiana come 62° U.S.C.T.

Barrett contrasse la malaria nell'estate del 1864, e mentre era convalescente, il 62° fu assegnato a Brazos Santiago, dove Barrett lo raggiunse nel febbraio 1865.
Perché la battaglia sia scoppiata rimane un po' un mistero. I detrattori di Barrett tra gli uomini della sua Brigata insinuarono immediatamente dopo la battaglia che egli desiderasse "una piccola gloria da conseguire sul campo di battaglia prima che la guerra finisse del tutto". Altri ipotizzano che Barrett avesse bisogno di cavalli per i suoi 300 soldati smontati della sua Brigata e per altri scopi ancora. Lo storico Louis J. Schuler, in un libretto del 1960 intitolato The last battle in the War Between the States, May 13, 1865: Confederate Force of 300 defeats 1,700 Federals near Brownsville, Texas, asserisce che il Brig. Gen. Egbert B. Brown dei Volontari degli Stati Uniti aveva ordinato la spedizione con l'obiettivo di impadronirsi, per venderle, di 2000 balle di cotone di contrabbando, ammassate a Brownsville.  Tuttavia, Brown non fu destinato al comando di Brazos Santiago fino alla fine di maggio.

## La battaglia
L'11 maggio Barrett ordinò a David Branson di attaccare gli accampamenti confederati sotto il comando di Ford a White's Ranch e Palmito Ranch, nei pressi di Fort Brown (poco fuori dalla città di Brownsville).
La sera del giorno stesso Brown attraversò il Boca Chica Pass e proseguì durante la notte la sua avanzata.
Dopo una fase inizialmente durante la quale Brown riuscì a cogliere di sorpresa i sudisti, le forze confederate riuscirono a riorganizzarsi e contrattaccarono costringendo i nordisti a ritirarsi verso White's Ranch.
Il giorno dopo Ford attaccò le forze di Brown sul fianco destro costringendo i nordisti a ritirarsi ulteriormente verso Boca Chica.

## Conseguenze
Durante la ritirata Brown perse molti uomini, catturati dal nemico.
La battaglia non procurò grandi vantaggi per la Confederazione: due settimane dopo le forze del Texas saranno costrette alla resa e qualche giorno più tardi anche il generale confederato Edmund Kirby Smith sarà costretto a deporre le armi.